# Эттинген (Швейцария)
Эттинген (нем. Ettingen) — коммуна в Швейцарии, в кантоне Базель-Ланд. 
Входит в состав округа Арлесхайм. Население составляет 4812 человек (на 31 марта 2008 года). Официальный код  —  2768.

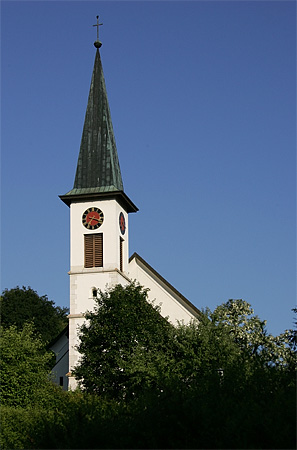
Церковь